# Université de Xiamen
L'université de Xiamen (en mandarin simplifié 厦门大学, en pinyin Xiàmén Dàxué), familièrement connue sous le nom de Xia Da (厦大) en mandarin ou Ha Tai (厦大, Pe̍h-ōe-jī Hā Tāi), est une université située à Xiamen, en Chine. Créée en 1921 par Tan Kah Kee, membre de la diaspora chinoise d'outre-mer, l'université est toujours classée comme l'une des meilleures institutions académiques du sud de la Chine, avec des atouts en économie et gestion, beaux-arts, droit, chimie, journalisme, communication, les mathématiques et la science politique. En 2020, l'Université de Xiamen accueille plus de 40 000 étudiants sur ses quatre campus. 